# Boston Marathon 1914
De Boston Marathon 1914 werd gelopen op maandag 20 april 1914. Het was de achttiende editie van deze marathon. De Canadees James Duffy kwam als eerste over de streep in 2:25.01. Hij versloeg hiermee zijn landgenoot Édouard Fabre met slechts vijftien seconden. Het was de vijfde keer sinds het begin van de Boston Marathon dat een Canadees met de eer ging strijken. 
Evenals in voorgaande jaren was het parcours, ten opzichte van de sinds de Olympische Spelen van 1908 gevestigde opvatting dat de marathon een lengte van 42,195 km hoorde te hebben, te kort. Het was namelijk nog steeds tussen de 37 en 38,8 km lang.

## Uitslag
| rang   | naam             | land | tijd      |
| ------ | ---------------- | ---- | --------- |
| Goud   | James Duffy      | CAN  | 2:25.01   |
| Zilver | Édouard Fabre    | CAN  | 2:25.16   |
| Brons  | Joseph Lorden    | USA  | 2:28.42,2 |
| 4      | Walter Bell      | CAN  | 2:30.37,4 |
| 5      | Arthur Roth      | USA  | 2:31.08,6 |
| 6      | Ville Kyrönen    | FIN  | 2:34.38,4 |
| 7      | George McInerney | USA  | 2:35.56,2 |
| 8      | Fritz Carlson    | USA  | 2:37.19,2 |
| 9      | Thomas Lilley    | USA  | 2:38.53,2 |
| 10     | Festus Madden    | USA  | 2:38.57,8 |

1897 ·
1898 ·
1899 ·
1900 ·
1901 ·
1902 ·
1903 ·
1904 ·
1905 ·
1906 ·
1907 ·
1908 ·
1909 ·
1910 ·
1911 ·
1912 ·
1913 ·
1914 ·
1915 ·
1916 ·
1917 ·
1918 ·
1919 ·
1920 ·
1921 ·
1922 ·
1923 ·
1924 ·
1925 ·
1926 ·
1927 ·
1928 ·
1929 ·
1930 ·
1931 ·
1932 ·
1933 ·
1934 ·
1935 ·
1936 ·
1937 ·
1938 ·
1939 ·
1940 ·
1941 ·
1942 ·
1943 ·
1944 ·
1945 ·
1946 ·
1947 ·
1948 ·
1949 ·
1950 ·
1951 ·
1952 ·
1953 ·
1954 ·
1955 ·
1956 ·
1957 ·
1958 ·
1959 ·
1960 ·
1961 ·
1962 ·
1963 ·
1964 ·
1965 ·
1966 ·
1967 ·
1968 ·
1969 ·
1970 ·
1971 ·
1972 ·
1973 ·
1974 ·
1975 ·
1976 ·
1977 ·
1978 ·
1979 ·
1980 ·
1981 ·
1982 ·
1983 ·
1984 ·
1985 ·
1986 ·
1987 ·
1988 ·
1989 ·
1990 ·
1991 ·
1992 ·
1993 ·
1994 ·
1995 ·
1996 ·
1997 ·
1998 ·
1999 ·
2000 ·
2001 ·
2002 ·
2003 ·
2004 ·
2005 ·
2006 ·
2007 ·
2008 ·
2009 ·
2010 ·
2011 ·
2012 ·
2013 ·
2014 ·
2015 ·
2016 ·
2017 ·
2018 ·
2019 ·
2020 ·
2021 ·
2022